# Hosein Pir-Nia
Hosein Pir-Nia (persiska: حسین پیرنیا) , även känd som Mo'tamen al Molk, född 1875 i Teheran, Iran, död 1948 i Teheran, var en iransk ämbetsman och politiker under qajarerna och Reza Pahlavi. 

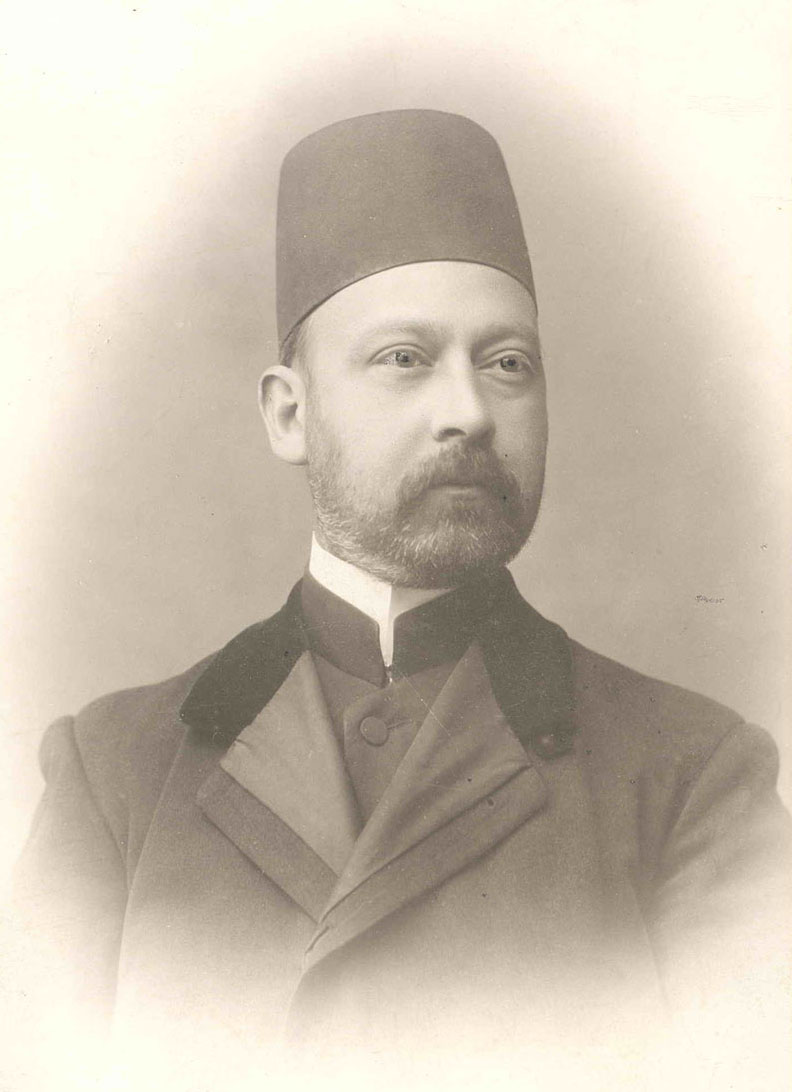
Hosein Pir-Nia, 1910-talet

## Karriär
Hosein Pir-Nia var talman för landets parlament från 1914 till 1925 och igen från 1928 till 1929.
Pir-nia spelade en betydande roll i utarbetandet av Persiens konstitution från 1906 och fungerade som utbildningsminister 1918 och minister utan portfölj 1920. Han valdes till varje session i parlamentet (majles) från 1906, och fungerade som talare under mer än elva år. 1943 invaldes han från Teheran till det fjortonde parlamentet men avböjde att tjänstgöra.
Hosein Pir-Nias far, Mirza Nasrollah Khan, och hans äldre bror, Hasan Pir-Nia, var båda Irans premiärminister.
Hosein Pir-Nia var svärfar till generalen och politikern Fazlollah Zahedi och farfar till politikern Ardeshir Zahedi.